# Dionísio Torres
Dionísio Torres é um bairro nobre da cidade de Fortaleza, Ceará.

## História

### Etimologia
O nome desse bairro da zona central de Fortaleza homenageia Dionísio Torres, que comprou as terras onde hoje está localizado o bairro, aos herdeiros do Barão de Aquiraz, na década de 1920.

### Realizações de Dionísio Torres
O marco zero do estabelecimento do bairro ocorreu quando Dionísio Torres lançou, em 1939, um grande empreendimento imobiliário constituído de 58 hectares: o Loteamento Terras da Estância Castelo. A partir deste lançamento, Dionísio realizou diversas obras de infraestrutura, como as estradas de acesso à Piedade (atual Av. Antônio Sales) e ao litoral (atual Rua Tibúrcio Cavalcante), a caixa d’água de abastecimento do bairro (disponibilizando o terreno ao Estado) e a rede de postes de iluminação em todo o loteamento. 
Dionísio também foi responsável pelas primeiras obras de ocupação no bairro construindo a Vila Estância, com 60 casas, e a Vila Zoraida, com 48 casas, além de uma série de outros prédios residenciais e comerciais espalhados pela propriedade.

## Geografia
Dionísio Torres se situa na zona norte da cidade, no limite sul da 
Aldeota, tendo como limites: ao norte, a Rua Beni Carvalho e a Rua Padre Valdevino; 
ao leste, a Avenida Barão de Studart; ao sul, a Avenida Pontes Vieira, e a oeste a Avenida Almirante Henrique 
Sabóia. É cercado por grandes avenidas e constituído de ruas arborizadas e acolhedoras. 

## Economia
No bairro encontram-se as importantes sedes da Assembleia Legislativa do Ceará, do Sistema Verdes Mares (TV, rádio e jornal), bem como a Faculdade Unichristus dionisio torres, Colégios Christus, Colégio 7 de Setembro e Santo Inácio, e o Hospital São Carlos 

Por ser o ponto mais alto da cidade, é o endereço natural onde estão instaladas as grandes empresas de comunicação da cidade. O bairro também é bem abastecido de diversos serviços, tais como hospitais, supermercados, restaurantes, cafés, empresas imobiliárias, escritórios 
diversos, clínicas médicas e odontológicas, igrejas, academias de musculação, escolas de música, dança, entre outros.